# العرق (السوادية)

تعديل مصدري - تعديل

العرق هي إحدى قرى عزلة ذاهبة بمديرية السوادية التابعة لمحافظة البيضاء، بلغ تعداد سكانها 287 نسمة حسب تعداد اليمن لعام 2004.